# Хохольский район
Хохо́льский райо́н — административно-территориальная единица (район) и муниципальное образование (муниципальный район) на северо-западе Воронежской области России.
Административный центр — посёлок городского типа Хохольский.

## География
Хохольский район расположен в северо-западной части Воронежской области и граничит с пятью районами области и городами Воронежем и Нововоронежем: с севера — с Семилукским районом, с северо-востока — с Воронежем, с востока — с Каширским районом, с юго-востока — с Нововоронежем, с юга — с Острогожским районом, с юго-запада — с Репьёвским районом, с запада с Нижнедевицким районом. Площадь района — 1470 км².
Основные реки — Девица, Еманча.

## История
Хохольский район с центром в селе Хохол образован 18 января 1935 года постановлением ВЦИК РСФСР в составе Воронежской области за счёт разукрупнения Гремяченского района.
1 февраля 1963 года в состав района вошли территории упразднённых Гремяченского и Нижнедевицкого районов.
12 января 1965 года Нижнедевицкий район был восстановлен, райцентр перенесен из села Хохол в посёлок Хохольский, а границы Хохольского района приобрели современный вид.

## Население
| 1989    | 2002    | 2009    | 2010    | 2011    | 2012    | 2013    |
| ------- | ------- | ------- | ------- | ------- | ------- | ------- |
| 39 700  | ↘32 889 | ↘30 903 | ↘29 814 | ↘29 792 | ↘29 768 | ↘29 742 |
| 2014    | 2015    | 2016    | 2017    | 2018    | 2021    | 2025    |
| ↘29 587 | ↗29 702 | ↘29 692 | ↗29 728 | ↗29 766 | ↘29 639 | ↗29 865 |

### Урбанизация
В городских условиях (рабочий посёлок Хохольский) проживают 26,63 % населения района.

### Национальный состав
По итогам переписи населения 2020 года проживали следующие национальности (национальности менее 0,1 % и другое, см. в сноске к строке «Другие»):
| Национальность | Численность, чел. | Доля     |
| -------------- | ----------------- | -------- |
| Русские        | 26 745            | 90,24 %  |
| Армяне         | 203               | 0,68 %   |
| Украинцы       | 80                | 0,27 %   |
| Татары         | 63                | 0,21 %   |
| Киргизы        | 59                | 0,20 %   |
| Узбеки         | 59                | 0,20 %   |
| Азербайджанцы  | 49                | 0,17 %   |
| Таджики        | 46                | 0,16 %   |
| Цыгане         | 33                | 0,11 %   |
| Другие         | 2302              | 7,76 %   |
| Итого          | 29 639            | 100,00 % |

## Муниципально-территориальное устройство
В Хохольский муниципальный район входят 12 муниципальных образований, в том числе 1 городское и 11 сельских поселений:
| №  | Муниципальное образование           | Административный центр     | Количество населённых пунктов | Население | Площадь, км2 |
| -- | ----------------------------------- | -------------------------- | ----------------------------- | --------- | ------------ |
| 1  | Хохольское городское поселение      | рабочий посёлок Хохольский | 8                             | ↗12 695   | 75,32        |
| 2  | Архангельское сельское поселение    | село Архангельское         | 1                             | ↗533      | 74,95        |
| 3  | Борщёвское сельское поселение       | село Борщёво               | 3                             | ↘291      | 59,60        |
| 4  | Гремяченское сельское поселение     | село Гремячье              | 4                             | ↘4554     | 82,79        |
| 5  | Костёнское сельское поселение       | село Костёнки              | 3                             | ↘1464     | 243,41       |
| 6  | Кочетовское сельское поселение      | село Кочетовка             | 4                             | ↘467      | 93,70        |
| 7  | Новогремяченское сельское поселение | село Новогремяченское      | 1                             | ↗1733     | 42,72        |
| 8  | Оськинское сельское поселение       | село Оськино               | 1                             | ↗684      | 58,50        |
| 9  | Петинское сельское поселение        | село Петино                | 4                             | ↗3808     | 67,05        |
| 10 | Семидесятское сельское поселение    | село Семидесятное          | 1                             | ↗682      | 122,54       |
| 11 | Староникольское сельское поселение  | село Староникольское       | 4                             | ↘2051     | 189,72       |
| 12 | Яблоченское сельское поселение      | село Яблочное              | 2                             | ↗837      | 70,51        |

Законом Воронежской области от 5 апреля 2011 года № 44-ОЗ, Староникольское и Никольско-Еманчанское сельские поселения преобразованы, путём объединения, в Староникольское сельское поселение с административным центром в селе Староникольское.
Законом Воронежской области от 13 апреля 2015 года № 40-ОЗ, преобразованы, путём объединения:
- Хохольское городское поселение, Еманчанское и Хохольское сельские поселения в Хохольское городское поселение с административным центром в рабочем посёлке Хохольском;
- Гремяченское и Рудкинское сельские поселения в Гремяченское сельское поселение с административным центром в селе Гремячье.

## Населённые пункты
В Хохольском районе 36 населённых пунктов.
| №  | Населённый пункт              | Тип             | Население | Муниципальное образование           |
| -- | ----------------------------- | --------------- | --------- | ----------------------------------- |
| 1  | Албовский                     | хутор           | 7         | Староникольское сельское поселение  |
| 2  | Архангельское                 | село            | ↗533      | Архангельское сельское поселение    |
| 3  | Борок                         | хутор           | 1         | Староникольское сельское поселение  |
| 4  | Борщёво                       | село            | ↘217      | Борщёвское сельское поселение       |
| 5  | Верхненикольское              | село            | ↘83       | Хохольское городское поселение      |
| 6  | Гремячье                      | село            | ↗3441     | Гремяченское сельское поселение     |
| 7  | Дмитриевка                    | село            | ↘129      | Гремяченское сельское поселение     |
| 8  | Должёнки                      | хутор           | 1         | Костёнское сельское поселение       |
| 9  | Еманча 1-я                    | село            | ↘325      | Хохольское городское поселение      |
| 10 | Еманча 2-я                    | село            | 17        | Кочетовское сельское поселение      |
| 11 | Заречье                       | хутор           | 17        | Яблоченское сельское поселение      |
| 12 | Ивановка                      | село            | ↘75       | Гремяченское сельское поселение     |
| 13 | Костёнки                      | село            | ↘1438     | Костёнское сельское поселение       |
| 14 | Кочетовка                     | село            | ↘514      | Кочетовское сельское поселение      |
| 15 | Кузиха                        | посёлок         | 28        | Хохольское городское поселение      |
| 16 | Мамончиха                     | посёлок         | 43        | Хохольское городское поселение      |
| 17 | Маслов Лог                    | хутор           | 26        | Борщёвское сельское поселение       |
| 18 | Никольское-на-Еманче          | село            | 410       | Староникольское сельское поселение  |
| 19 | Новогремяченское              | село            | ↗1733     | Новогремяченское сельское поселение |
| 20 | Орловка                       | посёлок         | 969       | Петинское сельское поселение        |
| 21 | Оськино                       | село            | ↗684      | Оськинское сельское поселение       |
| 22 | Парничный                     | хутор           | 36        | Кочетовское сельское поселение      |
| 23 | Пашенково                     | хутор           | 52        | Борщёвское сельское поселение       |
| 24 | Перерывный                    | хутор           | 13        | Кочетовское сельское поселение      |
| 25 | Петино                        | село            | ↘937      | Петинское сельское поселение        |
| 26 | Посёлок Опытной Станции ВНИИК | посёлок         | 977       | Петинское сельское поселение        |
| 27 | Розы Люксембург               | посёлок         | 0         | Хохольское городское поселение      |
| 28 | Россошка                      | хутор           | 40        | Костёнское сельское поселение       |
| 29 | Рудкино                       | село            | ↘921      | Гремяченское сельское поселение     |
| 30 | Семидесятное                  | село            | ↗682      | Семидесятское сельское поселение    |
| 31 | Силипяги                      | хутор           | 6         | Хохольское городское поселение      |
| 32 | Староникольское               | село            | ↘1618     | Староникольское сельское поселение  |
| 33 | Устье                         | село            | ↗1104     | Петинское сельское поселение        |
| 34 | Хохол                         | село            | ↘4215     | Хохольское городское поселение      |
| 35 | Хохольский                    | рабочий посёлок | ↗7954     | Хохольское городское поселение      |
| 36 | Яблочное                      | село            | ↘744      | Яблоченское сельское поселение      |

## Экономика
Основным сектором экономики района является сельское хозяйство: производство продукции животноводства и растениеводства. Аграрным производством занимаются 21 сельскохозяйственное предприятие, 27 крестьянско-фермерских хозяйств и более 13 000 личных хозяйств населения. На 01.01.2007 года в районе имеется с/х угодий — 107 348 га; в том числе пашни — 79 111 га, из них в с/х предприятиях — 64 468 га, в КФХ — 9 061 га и в ЛПХ — 5 582 га.

## Известные люди — уроженцы Хохольского района
Герои Советского Союза:
- Андреев, Григорий Макарович (1894—1987)
- Бахметьев, Иван Андреянович (1915—2004)
- Добросоцких, Владимир Митрофанович (1921—1959)
- Князев, Михаил Тихонович (1906, село Верхненикольское — 1981)
- Неживенко, Павел Гурьевич (1923—1945)
- Селезнёв, Николай Илларионович (1917—1993)
- Чурсанов, Иван Михайлович (1913—1945)

Герои Социалистического Труда
- Жаглин Алексей Григорьевич (1937—1999)

Кавалеры ордена Славы трех степеней:
- Шипилов, Пётр Фёдорович (1923, село Еманча — 1982)

Заслуженные строители Российской Федерации:
- Жаглин Василий Иванович (1935 - 2015)

## Достопримечательности
В настоящее время на территории Хохольского района расположен 21 объект культурного наследия: 9 памятников архитектуры и истории, 8 объектов археологического наследия, 4 захоронения.
- Костёнковские стоянки (Костёнковско-борщёвский комплекс стоянок каменного века)
- Маркина гора
- Костёнки (музей-заповедник)
- Архангельское (Голышевское) городище
- В районе расположено крупное (3 гектара) кладбище венгерских солдат, погибших во Второй мировой войне